# 德事隆
德事隆集团（英語：Textron Inc.）是美国的一家的全球性多元產業企業。

## 早期歷史

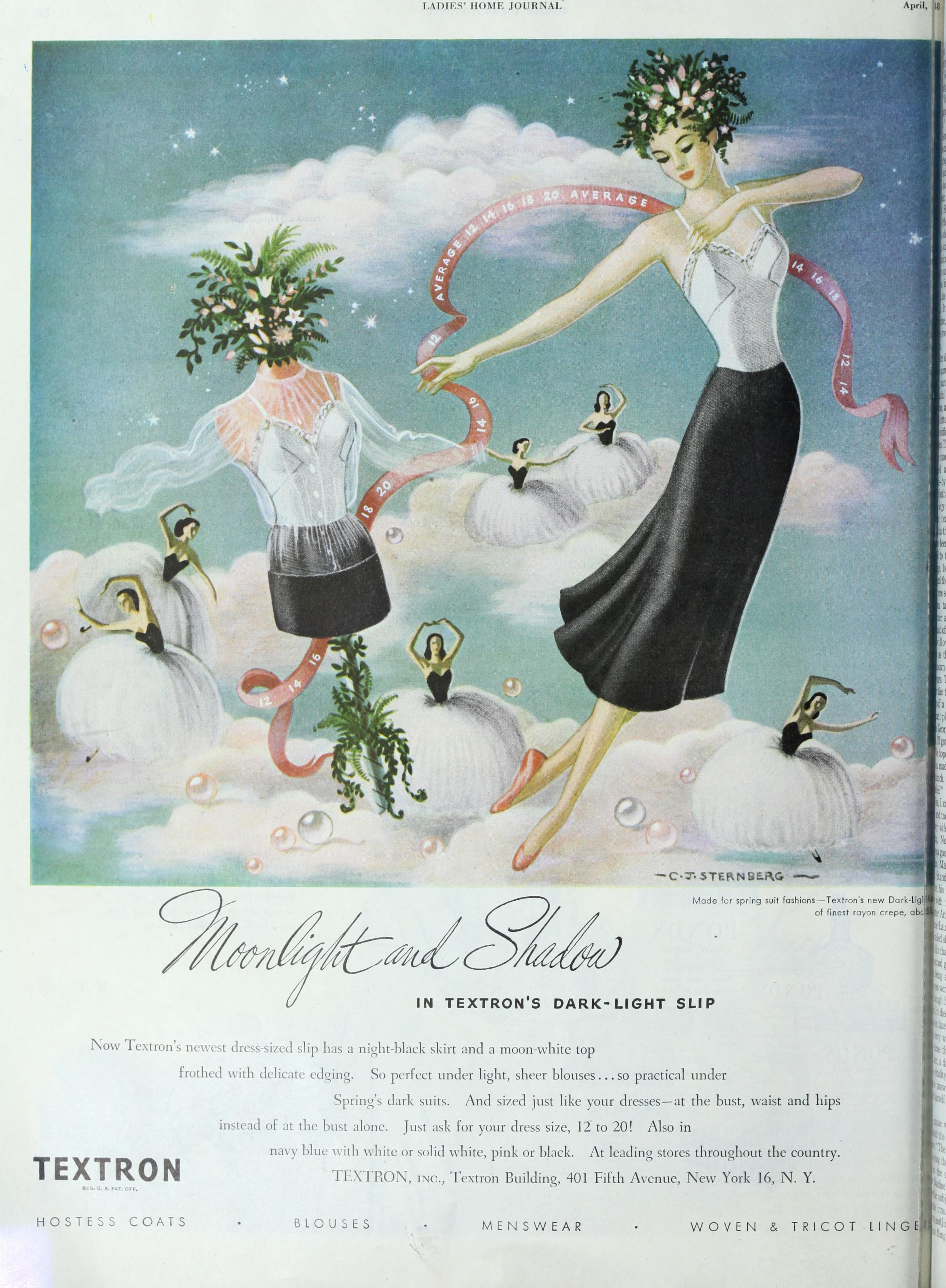
1948 年的德事隆广告

1923年，由當年22歲羅伊‧利托（Royal Little）以美金10000元創設特種紗線公司（Special Yarns Company） ，羅伊‧利托是哈佛大學畢業，並曾於第一次世界大戰參軍。公司規模發展至1900萬支紡錘，成功地佔有了美國合成紗線大部份的市場。
在1930年，特種紗線公司出產的嫘縈佔全美國之4 %，公司更名為大西洋嫘縈公司（Atlantic Rayon），隨著第二次世界大戰的開始，1942年，大西洋嫘縈公司決定投資10萬美金，設立大西洋降落傘公司，生產空降部隊所需的降落傘，這項決定對後來的德事隆集团影響重大，集團由生產紡織原料-紗線的公司，向紡織製造業邁出一大步。成立兩年間，大西洋嫘縈公司的銷售金額增加三倍，員工數也由900名增加至3000名。
但隨著大戰的結束，大西洋嫘縈公司面临着公司营业收入下降和产能利用不足的挑战。羅伊‧利托將戰時生產降落傘的紡織技術，轉而在戰後生產女士内衣、上衣、床单和其它消费品。大西洋嫘縈公司在生產消費紡織品時，必須更改公司名稱，在經過考慮後，公司定名為德事隆（TEXTRON），為由象徵紡織的「TEX」和象徵人工合成材料的「TRON」組合而成。

## 成為多樣性企業
在1952年，羅伊‧利托體認到公司發展，會隨著紡織業的景氣變化而受到限制，若德事隆公司能將投資的產業分散到不同的項目，就能避免單一產業景氣衰退所帶來的危機。同時，在不同的產業分散投資，也可避免美國聯邦貿易委員對單一產業發展為托拉斯的指控。
1953年，德事隆收购了第一家非纺织品企业，即位于密苏里州圣路易斯的Burkart制造公司。这家公司为汽车市场提供减震材料。第二家收購為Dalmo Victor公司，這家公司的業務為製造雷達天線。
在德事隆早期的收購企業，都將收購的企業歸為德事隆的部門，而並非子公司，如此可避免在收購的公司再設立董事會，收購的公司所產生的利潤，也直接納入德事隆公司的利潤。
在1955年，德事隆以很大動作，在數個月的時間內，德事隆收購了Ryan工業公司（生產機械及電磁裝置）、Homelite公司 （生產鏈鋸、發電機、鼓風機及泵）、Camcar 螺絲製造公司及 Kordite 公司 （生產塑膠布、手提袋及浴簾）。
在1958年，德事隆甚至購買一艘二戰時18,500噸的運兵船，改裝成郵輪，但是首航因為旅客食物中毒相當不順利，不久後，德事隆停止在郵輪上的投資。

## 跨足入航空及國防產業

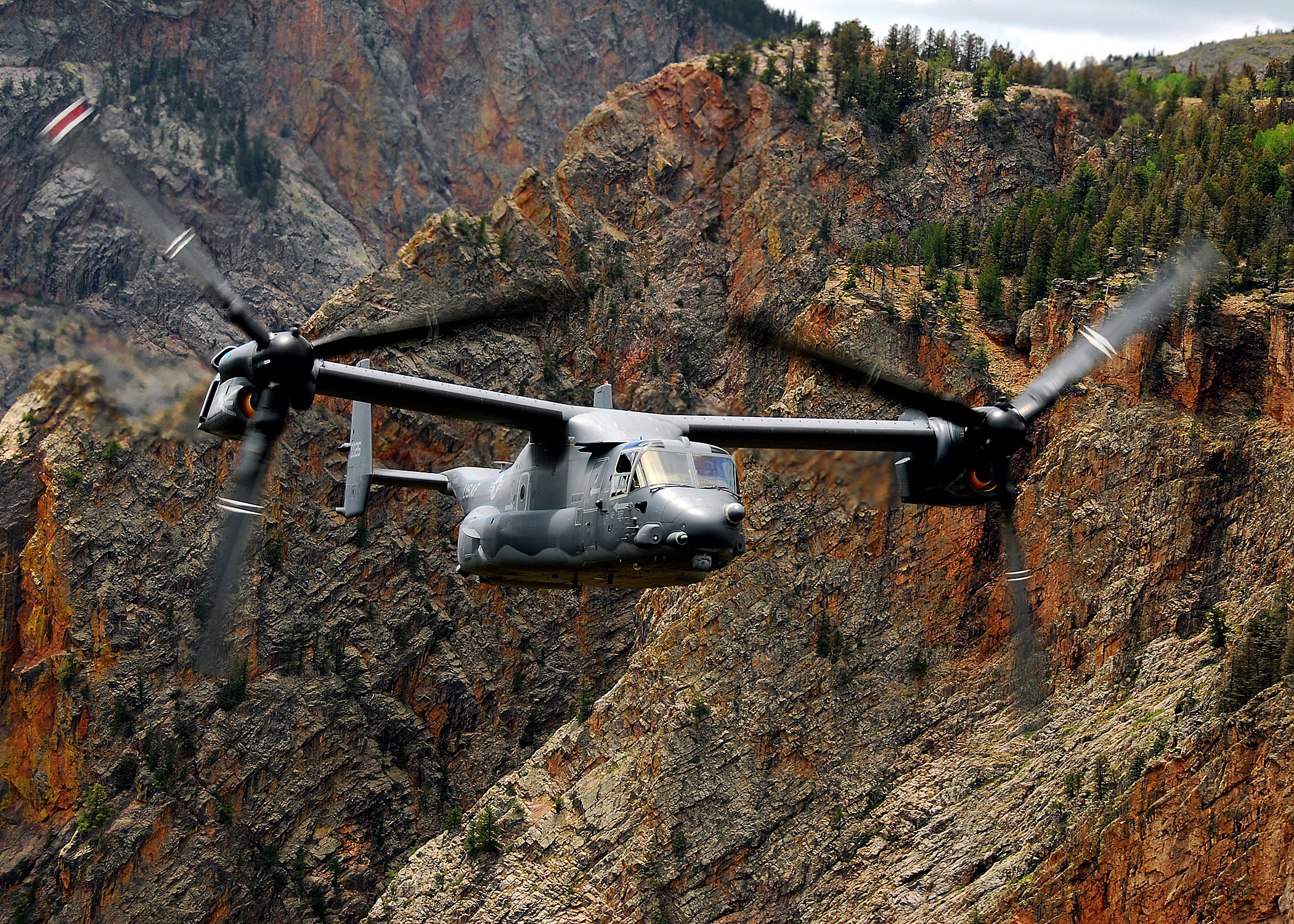
德事隆所屬貝爾直升機和波音合作生產的V-22傾轉旋翼機

1960年，德事隆以3千2百萬美元，收購了財務陷入困境的貝爾直升機公司（Bell Helicopter），此項收購取得貝爾直升機公司的土地資產及貝爾直升機公司的三個主要部門，分別是德州沃斯堡的貝爾直升機部門（生產軍用及民用直升機），位於紐約水牛城的貝爾航太部門（設計及生產火箭發動機」慣性導航儀、航太零件、起落架及航電設備），及位於加州柏本克的液壓研究及製造部門（生產電磁液壓裝置及伺服系統），在收購後，成為貝爾航太公司。

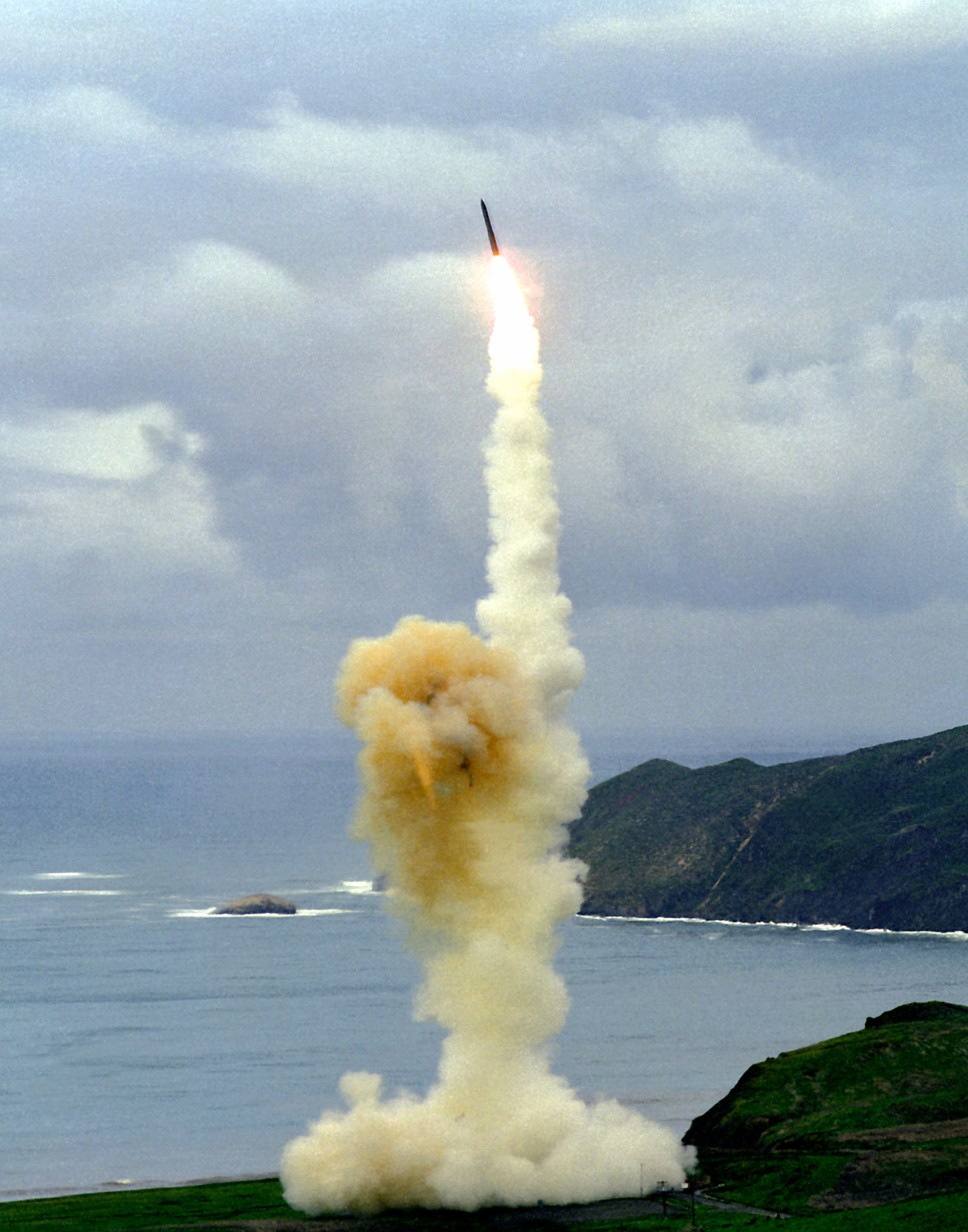
德事隆所屬貝爾航太供應義勇兵3洲際彈道導彈推進系統

貝爾直升機公司最著名的產品，為在越戰廣泛使用的UH-1休伊直升機（Huey），貝爾航太公司也是美國太空總署雙子星座計劃的火箭發動機的供應商，及生產民兵-3型彈道飛彈的推進系統的供應商。德事隆在1985年以29億美金收購了Avco集團。在收購前，Avco集團的規模幾乎與德事隆相同，Avco集團是專營航空公司收購的事業集團，包括90家航空公司，其中包括美國航空。
德事隆又持續收購設立生產通用航空及商務噴射機的賽斯納飛機公司（Cessna）和比奇飞机公司（Beechcraft），及生產飛機活塞發動機的萊康明發動機公司（Lycomming），目前航空及太空為德事隆事業集團重要的一部份。

## 持續發展
德事隆創辦人羅伊·利托於1961年由德事隆正式退休，退休後的利托先生仍然相當活躍，他成立一家小型的投資公司-Narragansett  資本公司，並為財星雜誌撰文，羅伊·利托於1989年去世。
在1960到1970年代之間，德事隆的產業範圍增加複印紙、藥品產業、玻璃纖維船艇、男鞋、水晶開採，及高爾夫球車。原本起家的紡織業，德事隆慢慢地淡出，在1963年，德事隆出售旗下最後一家紡織企業。
1989年，詹姆斯·哈帝曼（James F.Hardymon）成為德事隆的總裁，詹姆斯在1992年，邀請路易斯·坎貝爾（Lewis B. Campbell）加入德事隆，兩人開始對德事隆進行體制上的改造，将德事隆从一个传统的控股公司转变为一个自营公司，以提升企業集團的效率。
哈帝曼和坎貝爾创造了公司历史上的运营管理流程，来协调整个德事隆的战略。哈帝曼和坎貝爾还提出整合德事隆各业务部的优势和协同作业。这一主张或许在他们的收购战略中表现得最为明显，即把重点放在那些能提供互补产品、市场或制造流程及能力的公司身上。在原有的模式中，德事隆所收購的企業是獨自的公司，同屬德事隆的不同公司沒有共同平台來發揮綜效。
在哈帝曼和坎貝爾的努力下，德事隆成為一個網路型企業（Networked Enterprise），如製造高爾夫球車的E-Z-GO公司，和製造直升機的貝爾直升機公司，品牌不同而顧客的定位也不同，但是E-Z-GO公司和貝爾直升機公司在德事隆統一的資訊平台發揮綜效，而兩個公司的員工也有相同的德事隆雇員福利方案。
2013年12月23日美國飛機製造商Textron德事隆宣布斥資14億美元（約109.2億港元），收購今年二月擺脫破產保護的同業比奇飛機公司（Beechcraft），以提振商務噴射機的銷情，並擴展軍事航空業務。2014年，將旗下的兩家飛機公司塞斯納和比奇合併為德事隆航空（Textron Aviation）。

## 德事隆的企業版圖

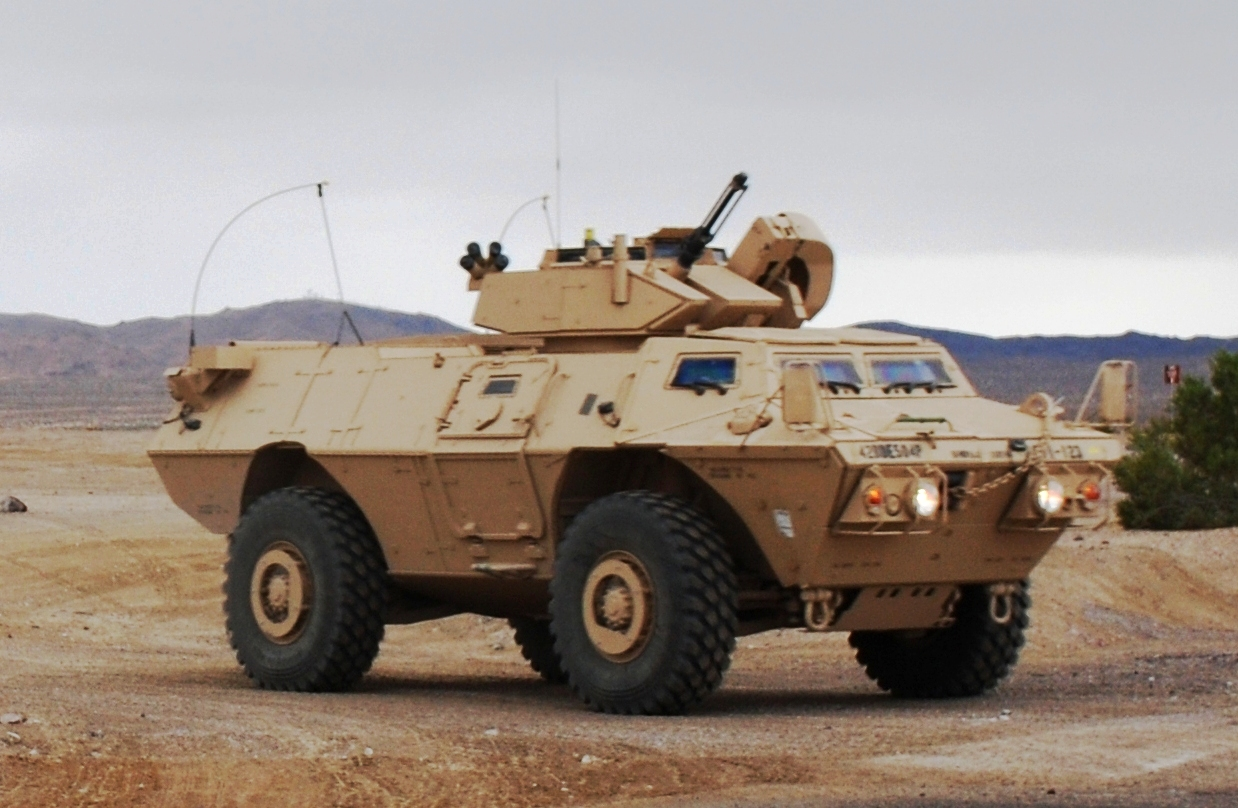
M1117守護者裝甲車
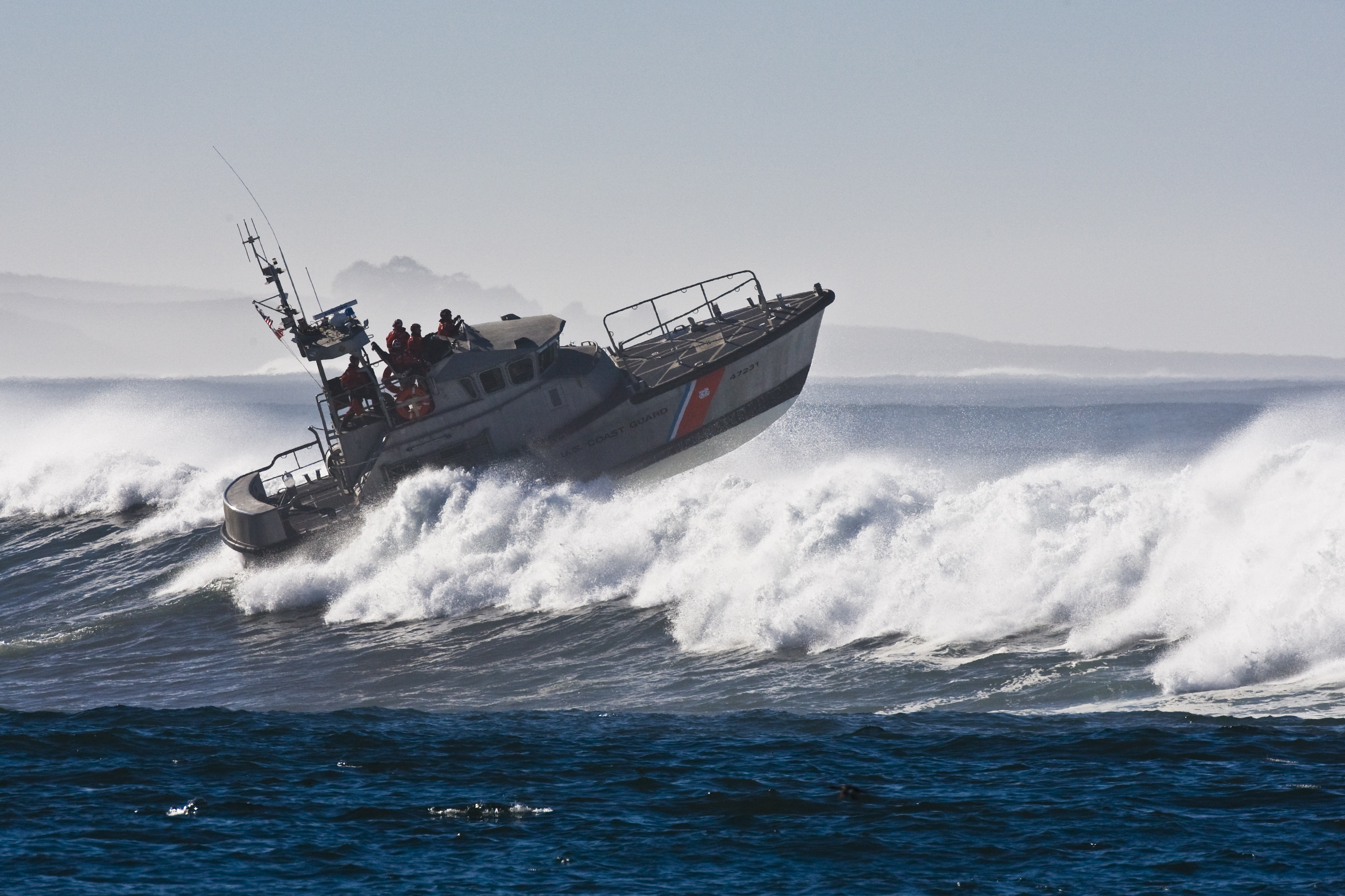
47型巡邏艇
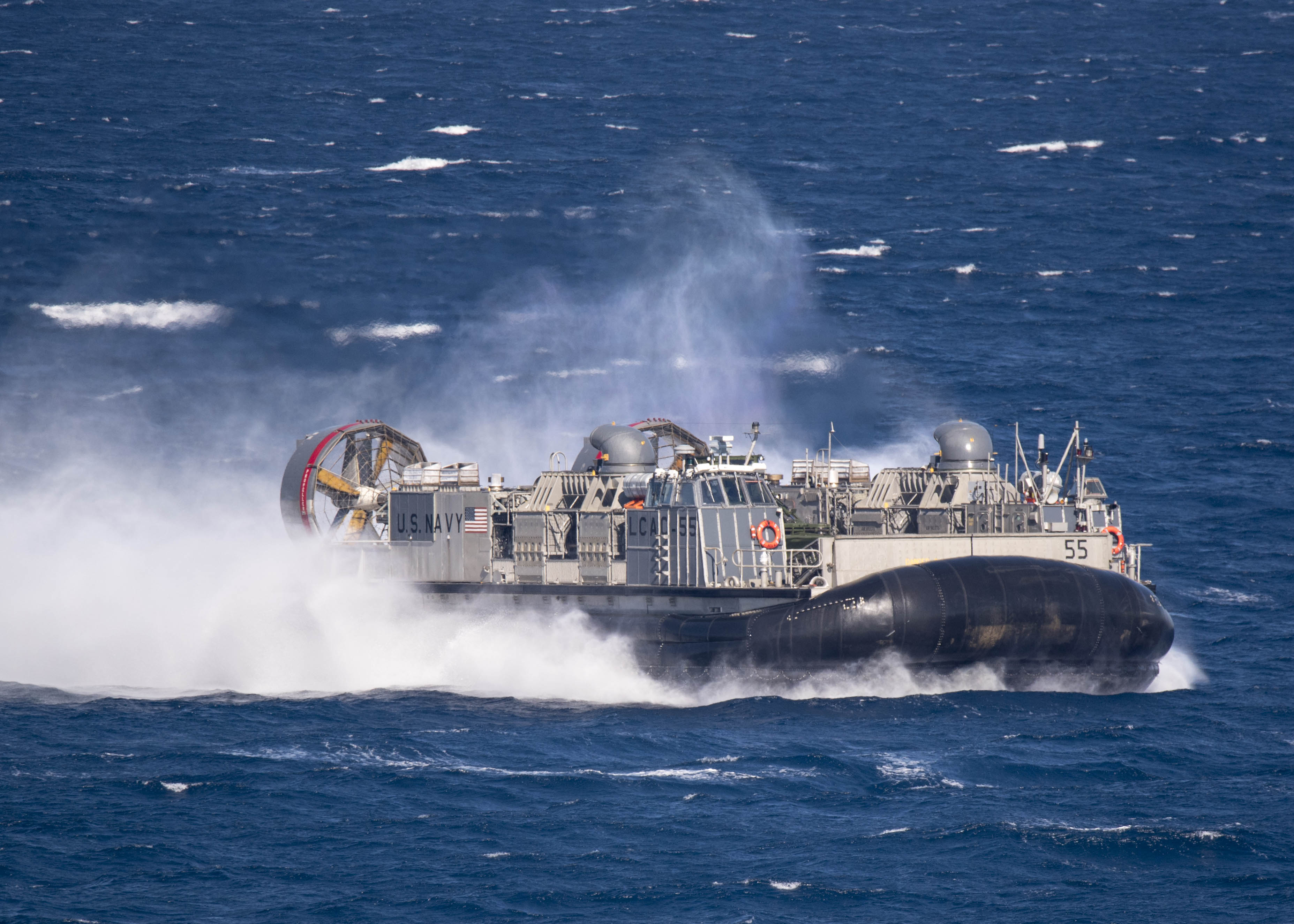
LCAC氣墊登陸艇
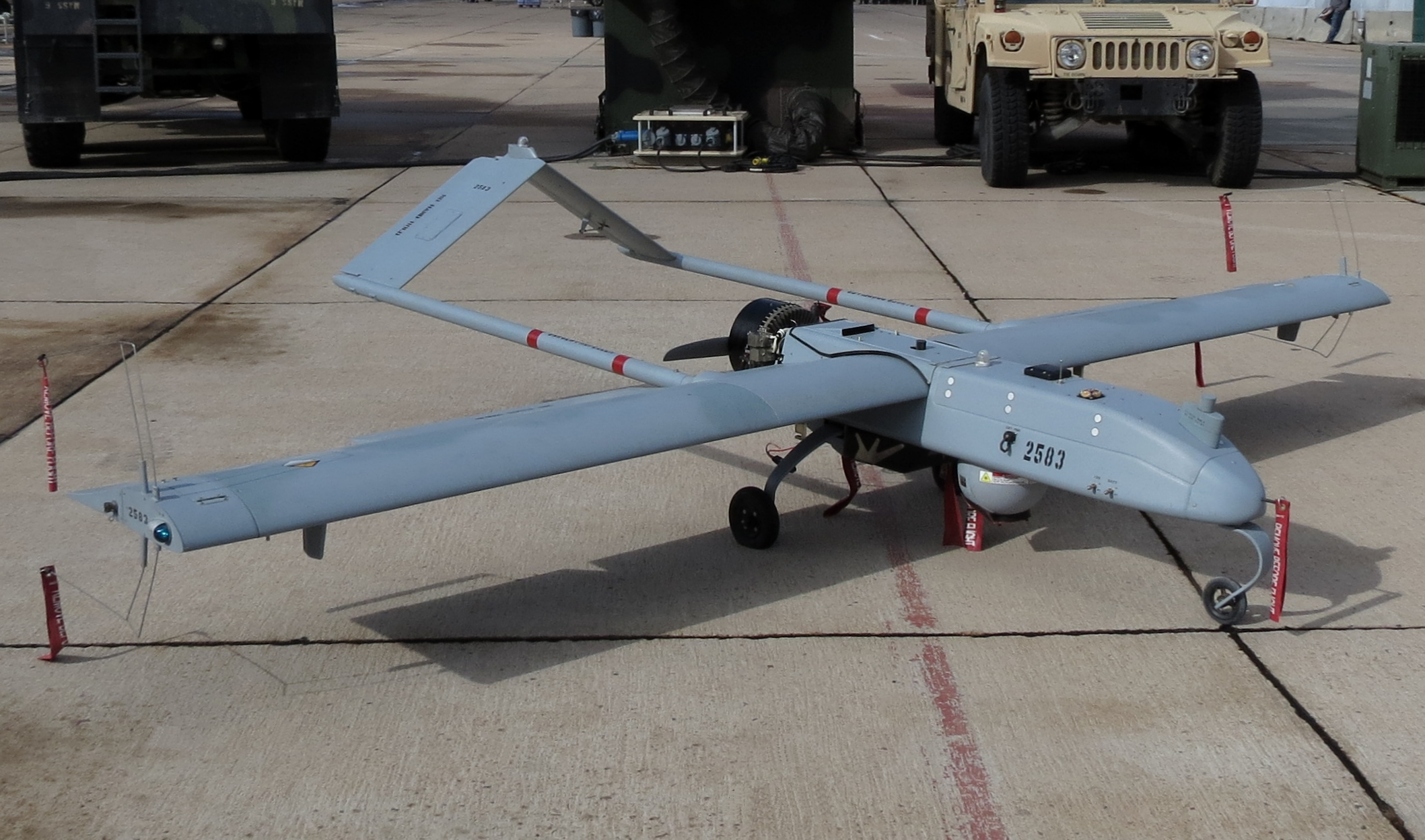
RQ-7無人機
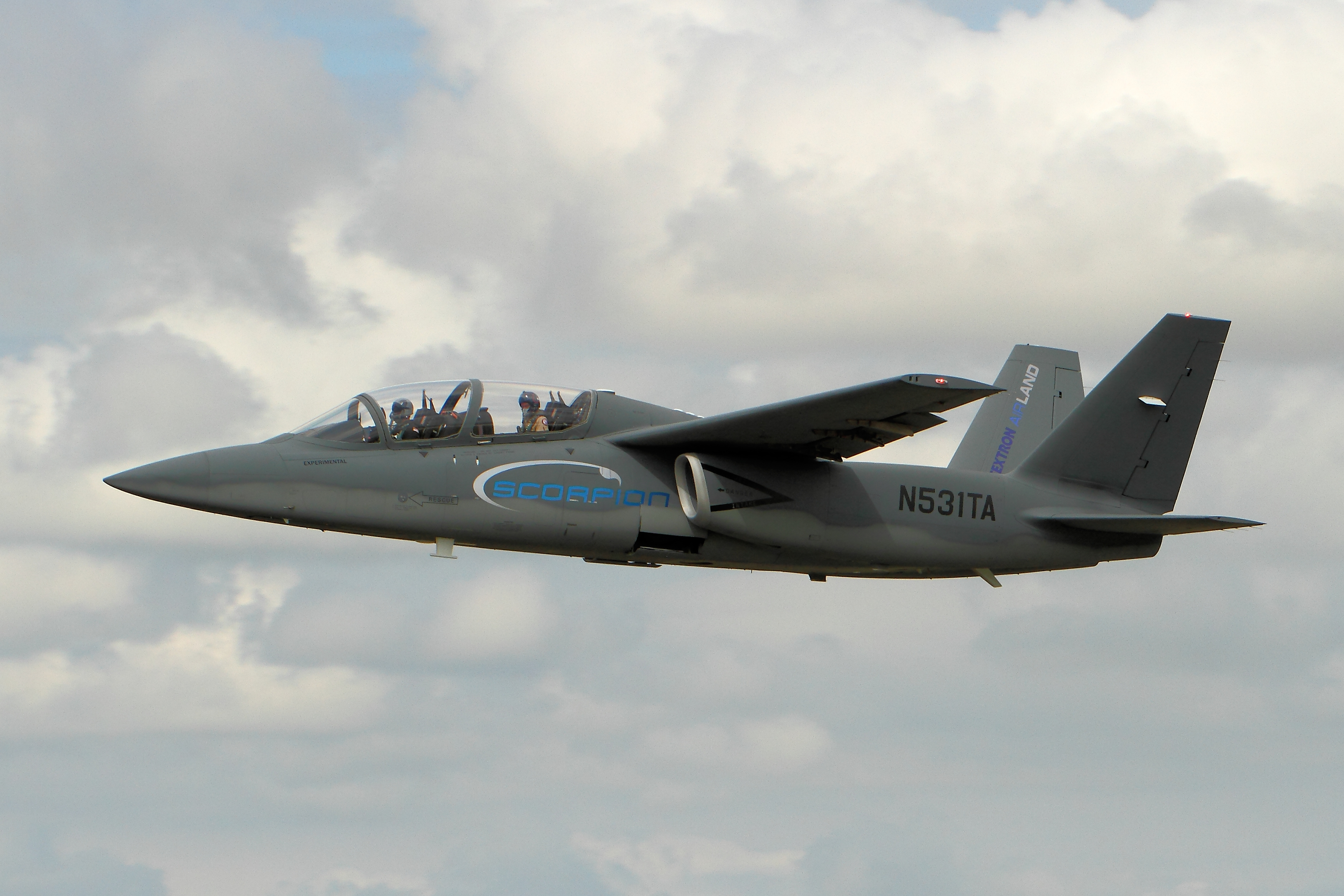
蝎式攻擊機
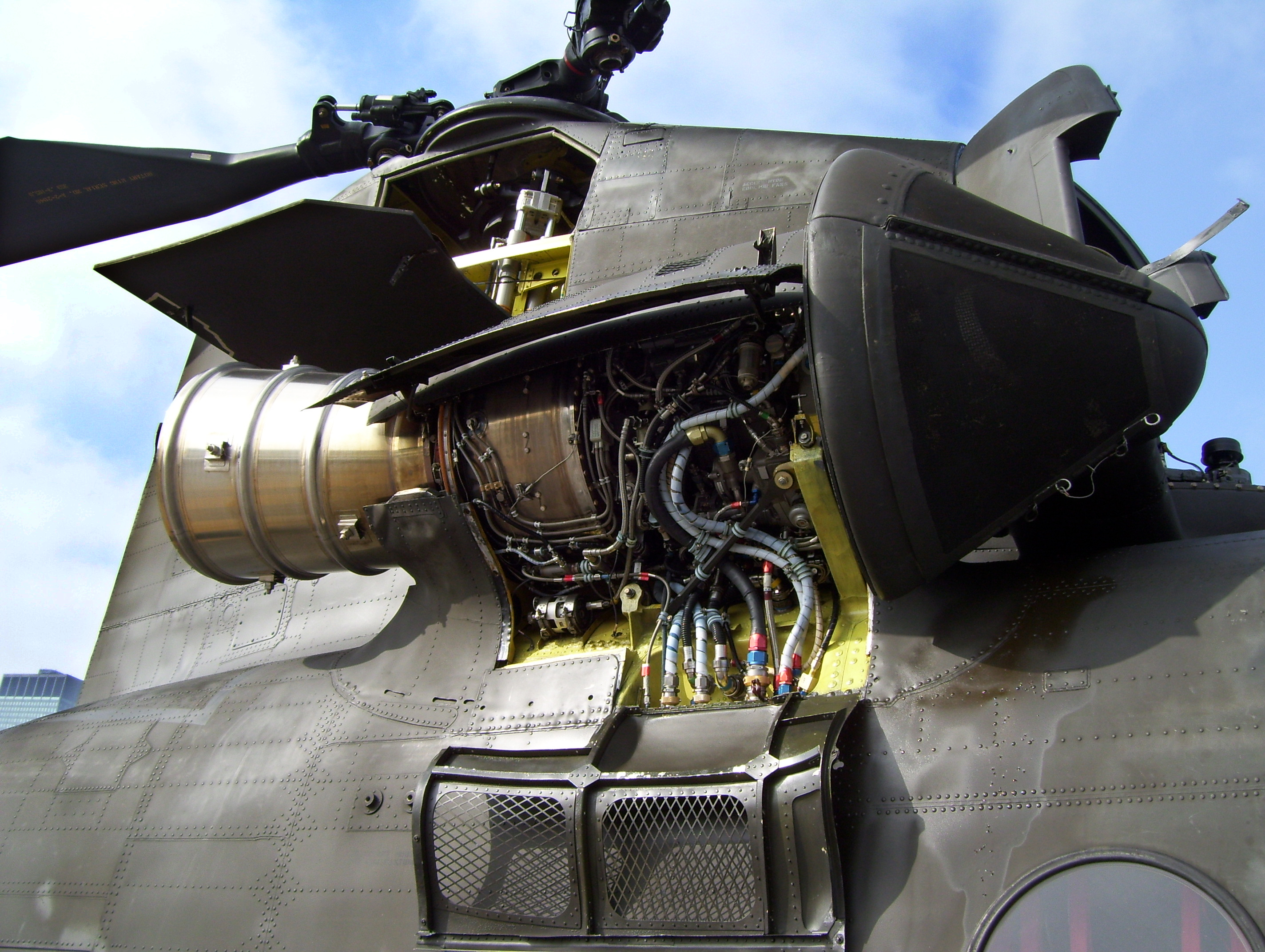
T55渦軸發動機
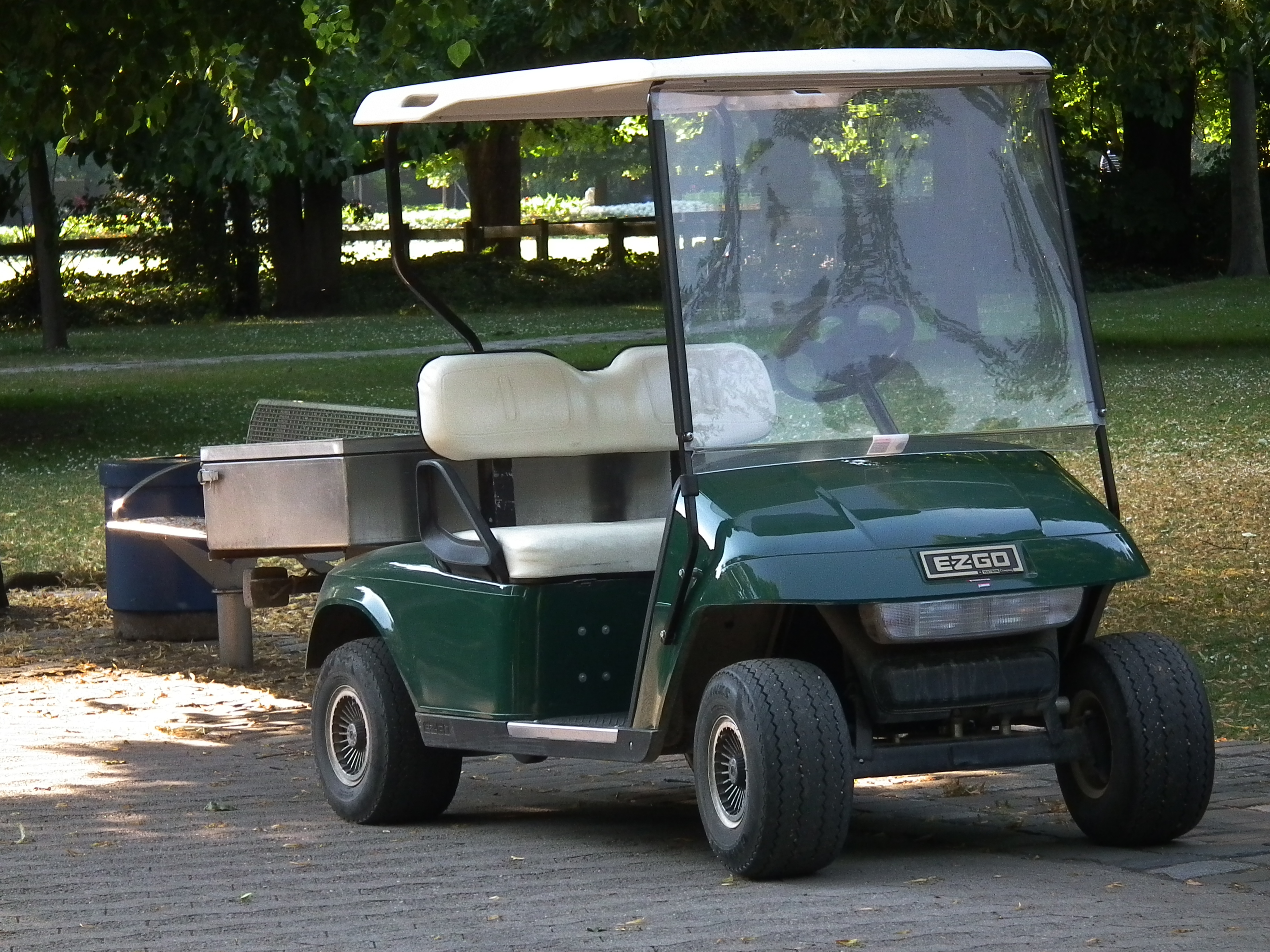
E-Z-GO高爾夫球車
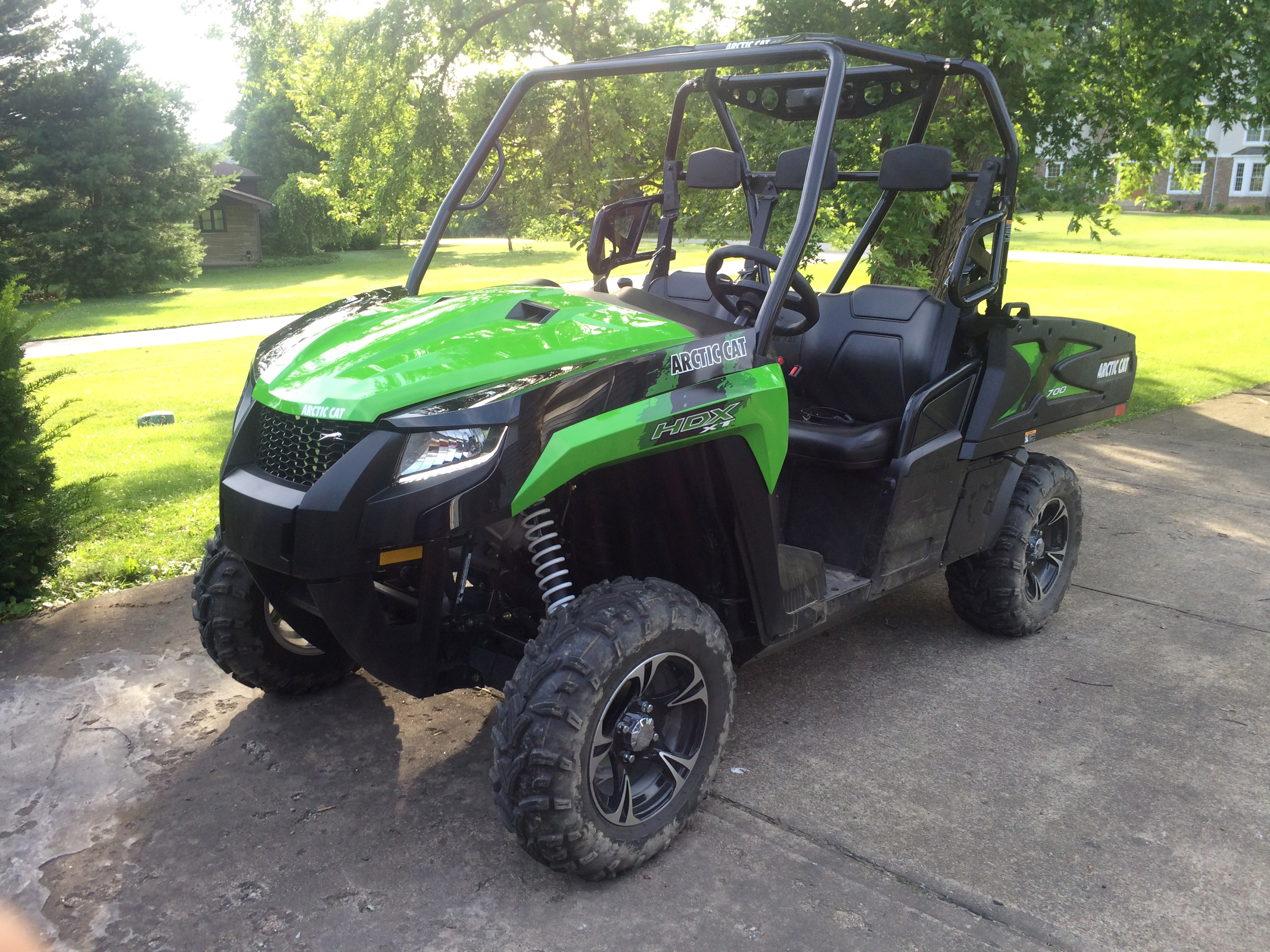
北極貓700全地形車
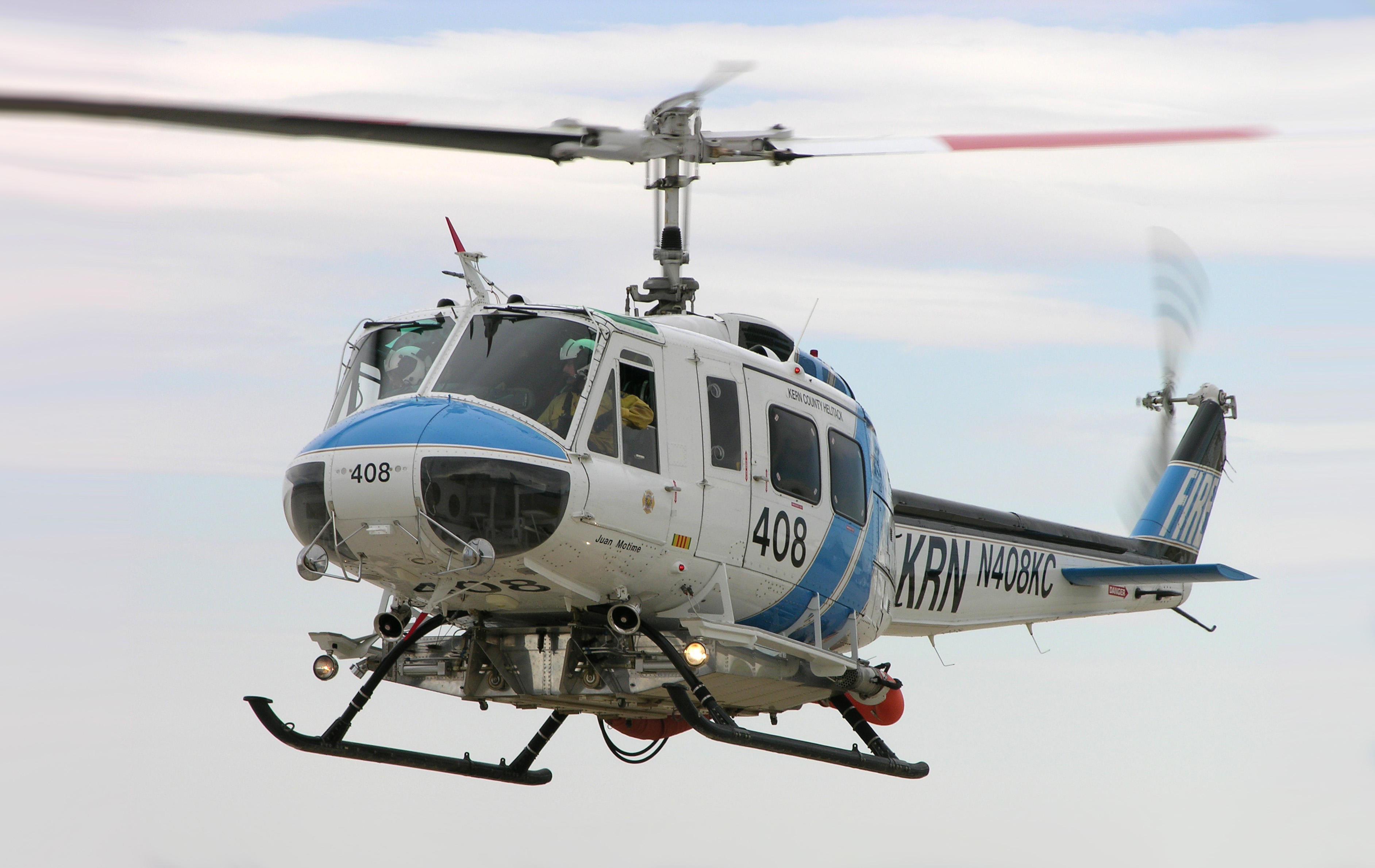
貝爾205直升機
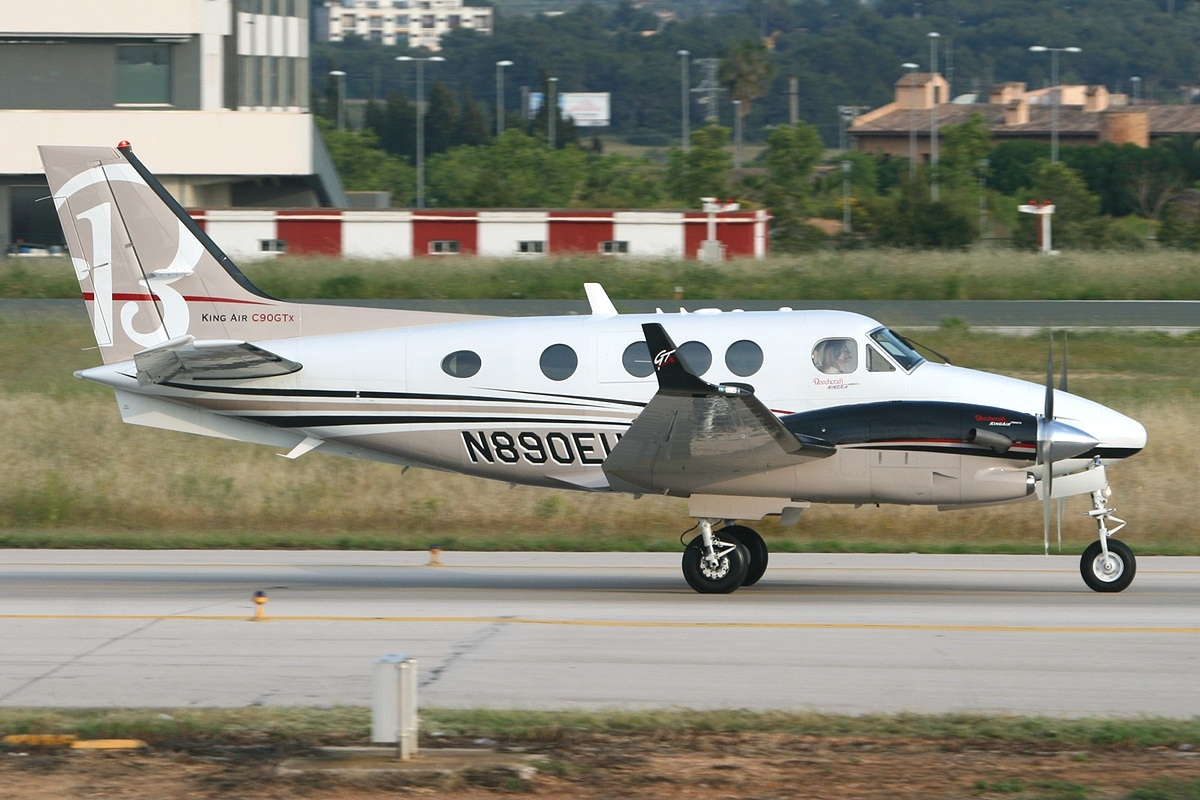
比奇空中國王C90GTx
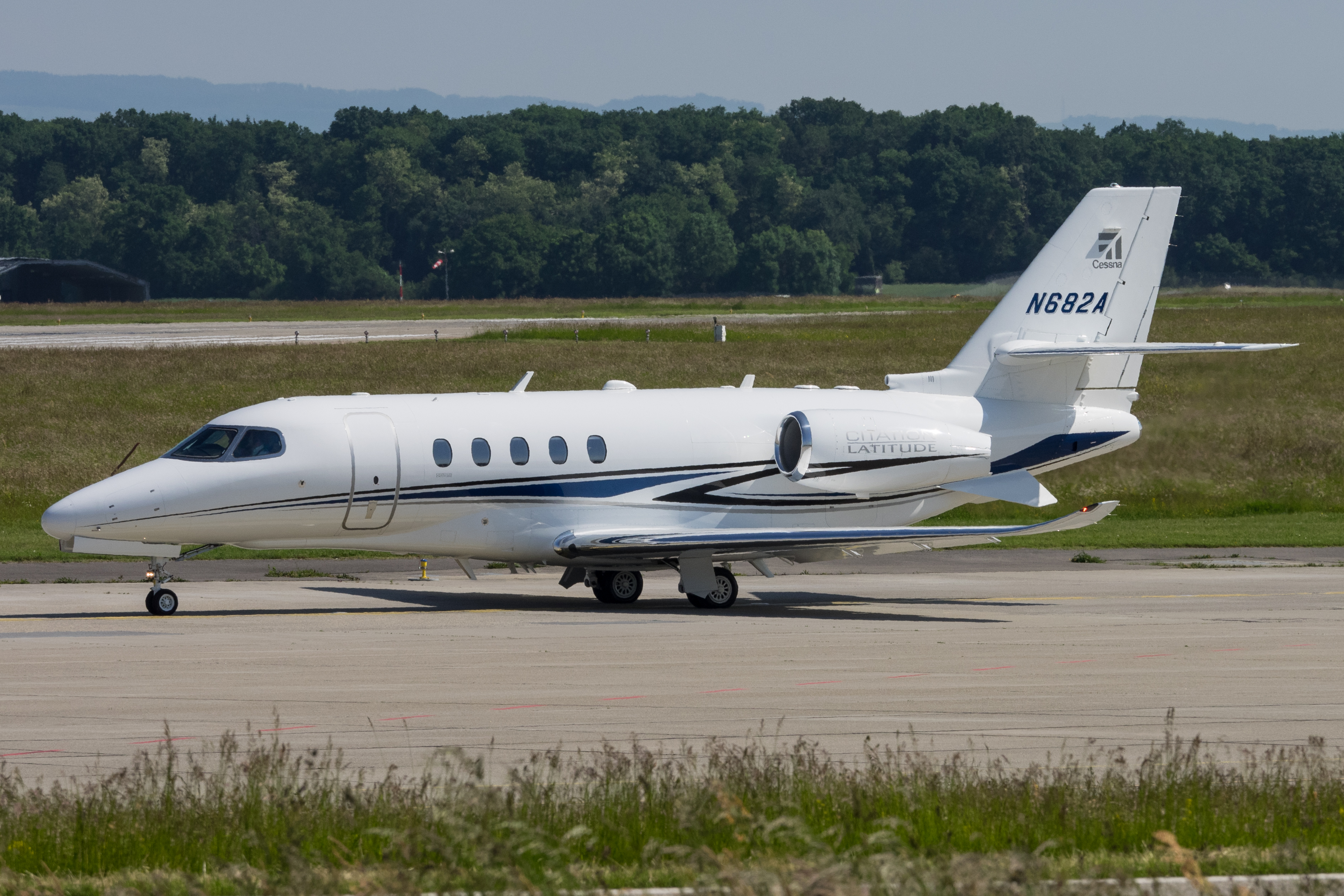
獎狀緯度商務噴射機

- 德事隆系統公司- 提供軍事科技解決方案及相關產品
- 萊康明發動機公司 - 為世界最大航空活塞式發動機生产商[1]
- 德事隆海洋和陸上部
- AAI公司
- MillenWorks
- E-Z-GO - 世界最大高爾夫球車及其它多用途車輛廠家
- 格林利 - 世界最大的电线电缆安装工具及测试仪器生产商。
- JACOBSEN - 草坪设备和车辆供应商
- 考泰斯 - 全球塑料燃油箱系统的主要生产厂商，产品包括塑料和金属燃油箱系统。
- 德事隆流体与动力 - 流体泵和动力传输行业[2]
- 贝尔直升机 - 生產軍用及民用直升機
- 德事隆航空 - 世界最大的通用航空生產商。
  - 赛斯纳飞行器公司[3]
  - 比奇飞机公司
- 德事隆金融服务公司 -為中小企業提供金融服務[4]